# Haplormosia monophylla
Haplormosia monophylla ist ein Baum in der Familie der Hülsenfrüchtler aus der Unterfamilie der Schmetterlingsblütler aus dem nordwestlichen Zentral- bis nach Westafrika. Es ist die einzige Art der Gattung Haplormorsia.

## Beschreibung
Haplormosia monophylla wächst als immer- bis halbimmergrüner Baum bis zu 20 (35) Meter hoch. Der Stammdurchmesser erreicht bis 1 Meter. Es werden mehr oder weniger ausgeprägte Brettwurzeln gebildet.
Die wechselständigen, kurz gestielten und gefiederten Laubblätter sind „unifoliolate“, also mit nur einem Blättchen. Der bis zu 4 Zentimeter lange Blattstiel ist im unteren und oberen Teil mit einem „Gelenk“ unterteilt. Die ganzrandigen, etwa 8–18 Zentimeter langen, kahlen und ledrigen, elliptischen bis verkehrt-eiförmigen, bespitzten Blättchen sind kurz gestielt an einem Pulvinus. Die Blättchen sind unterseits heller und oberseits dunkelgrün, glänzend. Es sind minimale Nebenblätter und Nebenblättchen vorhanden.
Es werden achselständige und wenigblütige Trauben gebildet. Die zwittrigen und gestielten Schmetterlingsblüten sind violett. Der Kelch ist außen dunkelrot. Die 10 Staubblätter sind frei. Der Fruchtknoten ist kurz gestielt.
Es werden einsamige, flache, kahle und ledrig-holzige, bis 8 Zentimeter lange, öffnende, elliptische bis verkehrt-eiförmige, bespitzte Hülsenfrüchte mit beständigem Kelch gebildet. Die bis 4–5 Zentimeter großen Samen sind von einem Arillus eingehüllt.

## Taxonomie
Das Basionym wurde 1901 von Hermann August Theodor Harms in Botanische Jahrbücher für Systematik, Pflanzengeschichte und Pflanzengeographie Band 30 Teil 1, Seite 80 als Crudia monophylla erstbeschrieben. Die Art wurde 1915 von Harms in Adolf Engler: Die Vegetation der Erde: Sammlung pflanzengeographischer Monographien Band 9, Teil 3,1 Seite 533 als Haplormosia monophylla (Harms) Harms in die Gattung Haplormosia gestellt.

## Verwendung
Das schwere, harte und beständige Holz wird vielfältig genutzt. Es ist bekannt als Idewa, Larmé oder Akoriko.